# Carlo Forlanini
Carlo Forlanini (11 juin 1847 - 26 mai 1918) est un médecin italien.

## Biographie
Carlo Forlanini est né à Milan le 11 juin 1847. Il est le frère ainé du pionnier de l'aviation Enrico Forlanini.
En 1870, il obtient son diplôme de médecine de l'Université de Pavie, où il a étudié en tant qu'ancien du Collège Borromeo. Par la suite, il a rejoint le personnel de l'Ospedale Maggiore de Milan, puis a été professeur aux universités de Turin (à partir de 1884) et de Pavie (à partir de 1889), où en 1900 il a été nommé à la chaire de médecine clinique. Il a notamment enseigné à Scipione Riva-Rocci, l'inventeur d'un sphygmomanomètre ancien.
Carlo Forlanini s'est spécialisé dans la recherche sur la tuberculose et les troubles respiratoires. Dans les années 1880, il a construit un appareil pour induire un pneumothorax artificiel (affaissement du poumon) comme traitement thérapeutique de la tuberculose pulmonaire. Son appareil introduisit de l'azote dans la cavité pleurale au moyen d'une grosse aiguille hypodermique et, ce faisant, produisit un pneumothorax. Ce travail a conduit à de nombreuses nominations pour le prix Nobel de physiologie ou de médecine de 1912 à 1919. En 1906, Christian Saugman a perfectionné l'appareil en le dotant d'un manomètre à eau pour contrôler la pression. Cette technique n'est plus utilisée pour traiter la tuberculose.
Un étudiant français de Forlanini, Dumarest, a appliqué ses techniques à l'hôpital de Hauteville-Lompnes,.
Aujourd'hui, l'Institut Carlo Forlanini de Rome, fondé en 1934, perpétue sa mémoire.

## Publications
- Frédéric Dumarest., L'héritage De Forlanini. Bulletin medical 62.7 (1948): 102-104.
- Dumarest, E., Du pneumothorax chirugial dans le traitment de la phitesie pulmonaire. Methode de Forlanini, Le Bulletin Medical No. 23 , 1909
- L'aeroterapia, Milano : Stab. Tip. Della Casa Edit. Dott. Francesco Vallardi, 1881 – Aerotherapy.
- La tecnica delle inalazioni medicamentose, Milano, Vallardi, 1883 – The technique of medicinal inhalation.
- Nuovi apparati pneumatici trasportabili, Milano : Dott. Leonardo Vallardi Edit., 1889 – A new transportable pneumatic apparatus.
- Storia di un caso di tisi polmonare curato colle iniezioni parenchimatose, Milano : L. Vallardi, 1889 – History of a case of pulmonary tuberculosis cured via parenchymatous injections.
- La cura della tisi polmonare col pneumotorace prodotto artificialmente, Pavia : Successori Marelli, 1907 – The cure of pulmonary tuberculosis using artificial pneumothorax[7].